# Guiu Cortés
Guiu Cortés (Barcelona, 1982), conocido artísticamente como El Niño de la Hipoteca es un cantautor, compositor y músico español, perteneciente a la generación de cantautores que ha utilizado la explosión de las redes sociales y los medios de reproducción en streaming para dar a conocer su música y sus letras, en las que mezcla el humor y las reivindicaciones.
A finales de 2020, comenzó a usar su sobrenombre para denominar todo lo relacionado con los proyectos que venía realizando desde el inicio de su carrera junto con su banda y con su particular estilo que autodenomina «punk blando», mientras que sus proyectos más personales e íntimos, los publicaría bajo su nombre real.

## Trayectoria
Cursó estudios en el conservatorio y en diferentes escuelas de música en las que aprendió a tocar varios instrumentos. Mientras estudiaba en la universidad el Grado en Humanidades, Guiu comenzó a tocar en el metro de Barcelona de manera ocasional y a actuar como músico en diferentes bandas. En una de ellas, llamada «Lechuga en los Tanatorios», Guiu tocaba el contrabajo, la bocina y hacía algunos coros. Es en esta formación, donde gracias a las letras de su cantante, a Guiu se le despierta el interés por componer canciones reivindicativas. En 2007 compuso en su casa once canciones que después grabó en una maqueta en los estudios La Catacumba de Barcelona. Esta maqueta la envió a los certámenes para cantautores de Burgos y de Elche. En el primero de ellos quedó finalista, y en el segundo, ganó el primer premio.
Tras este primer éxito, hizo un máster en autoedición y autoproducción, fundando su propio sello discográfico independiente, y siguió componiendo hasta publicar su primer LP en 2009, «Que te vaya bien», bajo su sobrenombre El Niño de la Hipoteca, cuyo sencillo homónimo rozó el millón de visualizaciones en YouTube y los nueve millones de reproducciones en Spotify. Gracias a este disco, El Niño de la Hipoteca hizo numerosos conciertos por todo el país, combinando su propia gira con la aparición en festivales. En 2011, graba su segundo álbum, «Mi novia de 2ºB», obteniendo una recepción similar a su primer trabajo, y en 2012, el LP «Gratis Hits», que cuelga directamente en las plataformas streaming para su difusión gratuita.
Después de más de cien conciertos, inicia su proyecto ‘Operación Guitarra’ en Youtube para financiar la adquisición de una nueva guitarra, lo que le permite llegar a un mayor público, contando con la participación de otros grupos y artistas como Antílopez, La Pegatina o El Kanka. Estas canciones las sacaría en su nuevo trabajo «Operación Guitarra Sessions», que vio la luz en 2016 y un año después, sus colaboraciones en Youtube con el cantante Ferrán Exceso, formaron parte de un EP denominado «Lo que hicimos en YouTube pero bien grabao», con versiones en acústico de canciones de otros artistas. En 2015 también participa en el RockTube Fest, junto a otros artistas, entre los que se encuentran los anteriores y Rozalén, Carlos Sadness o Juanito Makandé, que utilizaron YouTube como trampolín. En 2019, saca en versión digital su último álbum hasta la fecha «Esto no es un disco vol.1» compuesto por diez canciones, de las que cinco de ellas han obtenido más de un millón de reproducciones en Spotify.
Durante los últimos meses de 2020, Guiu Cortés anunció una nueva gira que emprendería en solitario, ofreciendo una serie de conciertos con un número reducido de asistentes para que se cumplieran las medidas sanitarias decretadas por la pandemia de enfermedad por coronavirus. Esta nueva gira la realizaría utilizando su nombre real, dando forma a un proyecto más personal. En este mismo sentido, en diciembre de 2020 publicó el EP titulado «3 héroes y 1 villano», con cuatro canciones inéditas, como «El Rey de la Noche», dedicada a su padre, y «Sombra gris», compuesta durante el embarazo de su hija.
Bajo su sello discográfico independiente “NDLH records”, además de los trabajos que él ha realizado, tanto los personales como con la banda de El Niño de la Hipoteca, han publicado los artistas Dani Tejedor, Els Jovens y Rafa Pons.